# 自然実験
自然実験（しぜんじっけん、英: natural experiment）とは、個々（または個々の集団）がさらされる条件が、自然やその他の研究者の管理外にある要素によって決定される研究である。

## 解説
暴露を管理する過程は、ランダムな割り当てに似ているとされる。したがって、自然実験は観察研究であり、伝統的な意味でのランダム化比較試験（介入研究）のように制御されているものではない。自然実験は、明確に定義された暴露が明確に定義された副集団（および類似の副集団での暴露の不在）に発生していて、結果の変化が暴露に信憑性を持って帰属させられる場合に最も有用である。この意味では、自然実験と非実験的観察研究との違いは、前者が因果推論の判断に役立つ条件の比較を含む一方、後者は含まないということである。
自然実験は、制御された実験が非常に困難である場合や倫理的に不適切であるときに、研究デザインとして用いられる。例えば、疫学が対処するいくつかの研究領域（原子爆弾投下時に広島周辺に住んでいた人々における電離放射線へのさまざまな程度の曝露の健康への影響を評価するような例）や経済学（アメリカの成人における教育の経済的リターンを推定するといった例）において使われる。

## 歴史

1854年のロンドンでのコレラの流行時、ソーホーでのコレラ症例のクラスターを示すジョン・スノウの地図

初期の自然実験として最も知られているのは、イギリス、ロンドンでの1854年ブロードストリートのコレラ流行である。1854年8月31日、コレラの大流行がソーホーを襲った。続く3日間で、ブロードストリート周辺の127人が死亡した。流行が終息したときには、616人が死亡していた。医師のジョン・スノウは、公共の水汲み場が流行の発源であると特定し、水汲み場周辺の病死者と病気の人々の地図を用いてクラスターの症例を明らかにした。
この例では、スノウはその水汲み場からの水の利用と、コレラによる死亡と病気との間に強い関連性を発見した。スノウは、高い発症率を持つ地区に水を供給していたサウスワーク・アンド・ヴォクソール給水会社が、水をテムズ川から取り入れていることを見つけ、その取水地点は原始の下水が川に排出されている地点よりも下流であった。対照的に、ランベス給水会社が供給する水を得ていた地区では、下水の排出地点よりも上流から水を得ており、発症率は低かった。19世紀半ばのロンドンの水供給がほとんど手当たり次第に開発されていたことを考えて、スノウはこれらの現象を「最大規模の実験」と見なした。もちろん、この汚染水への曝露は、どの科学者の管理下にもなかった。したがって、この曝露は自然実験として認識されてきた。

## 最近の例

### 家族の規模
アングリストとエヴァンス（1998）による研究の目的の一つは、家族の規模が母親の労働市場での結果にどのような影響を与えるかを推定することであった。少なくとも二つの理由から、家族の規模と様々な結果（例えば、収入）との間の相関は、家族の規模が労働市場の結果にどのように因果的に影響を与えるかについては示していない。まず第一に、労働市場の結果と家族の規模は、観察されない「第三の」変数（例えば、個人的な好み）によって影響を受ける可能性がある。第二に、労働市場の結果自体が家族の規模に影響を与える可能性がある（これを「逆の因果関係」と呼ぶ）。例えば、女性が仕事で昇進すると、子供を産むことを先送りすることがある。著者たちは、二人の男の子または二人の女の子を持つ二人の子供の家庭は、一人の男の子と一人の女の子を持つ二人の子供の家庭よりも、三人目の子供を持つ可能性が大幅に高いことを観察した。したがって、最初の二人の子供の性別は、ある種の自然実験を構成する。それはあたかも実験者がランダムにいくつかの家族に二人の子供を、他の家族に三人の子供を持つように指示したかのようなものである。著者たちは、その結果、三人目の子供を持つことが労働市場の結果にどのような因果的な影響を与えるかを信頼性のある推定が可能になった。アングリストとエヴァンスは、子供を産むことについて貧しい女性や教育程度が低い女性に対しては、高学歴の女性よりも大きな影響を与えることを発見したが、三人目の子供の影響はその子供が13歳の誕生日までに消える傾向があることも発見した。また、三人目の子供を持つことが夫の収入にほとんど影響を与えないことも発見した。

### ゲーム番組
経済学の中では、ゲーム番組は自然実験の形として頻繁に研究されている。ゲーム番組は人工的な状況に見えるかもしれないが、科学者の干渉がない状況が生じるため、自然実験と見なすことができる。ゲーム番組はリスク下での決定行動や協力的行動など、さまざまな経済行動を研究するために使用されてきた。

### 喫煙禁止
ヘレナ（モンタナ州）では、2002年6月から2002年12月までの6ヶ月間、バーやレストランを含むすべての公共空間で禁煙が実施されていた。ヘレナは地理的に孤立しており、一つしか病院がない。調査者たちは、喫煙禁止が実施されている間に、心筋梗塞の発生率が40%下がったことを観察した。法律に反対する人々は、6ヶ月後に法律の施行が停止されるように働きかけ、これに成功した。その後心筋梗塞の発生率は再び上がった。この研究は自然実験の一例であり、その名もケースクロスオーバー実験と呼ばれ、一時的に影響を除去し、その後再び影響を追加する形式である。また、この研究はその研究自身の弱点も示しており、自然実験において変数を制御する能力の不足が、研究者が確固とした結論を導き出すことを妨げる可能性があることを示唆している。

### 核実験
核実験は大量の放射性同位体を大気中に放出し、その一部は生物組織に取り込まれる可能性がある。放出は1963年の部分的核実験禁止条約の後に停止し、この条約は大気中の核実験を禁止した。これは大規模なパルス・チェイス分析に似ているが、科学的倫理により人間での通常の実験としては実施できない。いくつかの観察（1963年以前に生まれた人々）が可能となり、人間の異なる組織内の細胞の代替率の決定などが可能となった。

### ベトナム戦争ドラフト
経済研究において重要な問いは、何が収益を決定するのかということである。アングリスト（1990）は、軍役が生涯収益に与える影響を評価した。計量経済学で開発された統計的手法を使用し、アングリストは、ランダム割り当てを近似的に行ったベトナム戦争の徴兵抽選を利用し、軍役の資格（または非資格）と関連する操作変数法として使用した。多くの要因が誰が軍役に就くかを予測する可能性があるため、徴兵抽選は自然実験のフレームを提供し、軍に徴兵された者と徴兵されなかった者を比較することができる。なぜなら、軍役についた前にこれら二つのグループは大きな違いはないはずだからである。アングリストは、退役軍人の収入が、平均して、非退役軍人の収入よりも約15%低いことを発見した。

### 工業暗化
19世紀の産業革命により、コシジロウリンシャクをはじめとする多くの蛾の種類が、都市周辺の二酸化硫黄やすすによる大気汚染への対応として工業暗化を引き起こした。それまで一般的だった淡色の斑点のある形態に対し、暗色形態の頻度が劇的に増加した。20世紀になり、規制が改善され、汚染が減少すると、大規模な自然実験の条件が整い、工業暗化に向かう傾向は逆転し、暗色形態はすぐに希少となった。この効果により、進化生物学者のL・M・クックとJ・R・G・ターナーは、「自然選択説は全体的な衰退の唯一の信頼できる説明だ」と結論付けた。